# Muinmos
Muinmos (styliseret muinmos) er et dansk fintech/regtech-selskab, stiftet af tidligere Head of Legal hos Saxo Bank og CFH Clearing, Remonda Kirketerp-Møller. Selskabet er specialiseret i automatisk compliance inden for den finansielle sektor. 
Selskabet udvikler software der automatisk kan klassificere kunder hos finansielle virksomheder i overensstemmelse med kundekategorierne i MiFID-direktivet, og lignende kategoriseringer i resten af verden. 
I 2018 investerede en række kendte danske IT investorer i selskabet for at finansiere dets videre vækst.

## PASS
I 2018 er selskabets software PASS den eneste type software i verden der automatisk kan klassificere finansielle kunder hos banker, børsmæglere, formueforvaltere og finansielle rådgivere, og automatisk lave egnethedstests af kunder der ønsker at handle i kapitalmarkeder eller modtage rådgivning. Softwaren kan gøre vurderinger baseret på kunstig intelligens tilgængelige for andre typer software, f.eks. business intelligence software, ved hjælp af kommunikation gennem API.
Selskabet er at finde i den globale RegTech 100 liste.